# Dee Murray

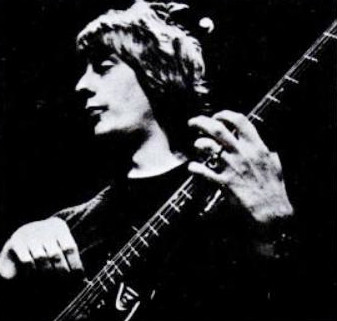
Dee Murray (1971)

Dee Murray, eigentlich David Murray Oates, (* 3. April 1946 in Gillingham, Kent; † 15. Januar 1992 in Nashville, Tennessee) war ein britischer Bassist, der insbesondere als Mitglied der Elton-John-Band Bekanntheit erreichte.

## Leben
Im Programmheft von Elton Johns Jump Up Tour erinnerte sich Murray, als er während seiner Schulzeit erstmals auf einer Bassgitarre spielte: „Someone put this heavy thing over my shoulder and said, ‚Here, you play this!‘“ („Jemand hängte mir dieses schwere Ding über meine Schultern und sagte: ‚Hier, das spielst du!‘“). Murray lernte das Bassspiel, indem er Aufnahmen der Beatles und damals populärer R&B Künstlern nachspielte. Schnell erarbeitete er sich Anerkennung im Umgang mit diesem Instrument. In den Erläuterungen des Albums Goodbye Yellow Brick Road anlässlich der Wiederveröffentlichung im Jahr 2001 lobte der Produzent Gus Dudgeon Murrays musikalische Fähigkeiten und sagte, er hätte niemals einen so guten Bassisten gehört.
Murray startete 1965 mit einer Band namens The Mirage seine musikalische Karriere. Anfangs wählte er Skiffle zu seinem Musikstil. Zwei unter dem Label CBS veröffentlichten Singles war jedoch kein Erfolg beschieden. Mit seinem Wechsel zu Philips änderte er auch seine Musikrichtung zum damals populären Psychedelic Rock. 1968 band sich Murray mit The Mirage vertraglich an Page One Records, das ein Unternehmen von Dick James war, dem Musikverleger von Elton John. Während dieser Zeit wurden Murray und auch der Schlagzeuger Nigel Olsson als Studiomusiker mit Elton John bekannt.
Murray verließ The Mirage 1969 und wurde gemeinsam mit Nigel Olsson Mitglied bei The Spencer Davis Group, nahm an Tourneen in Amerika teil und spielte auf dem 1969 veröffentlichten Album Funky mit.
Für die Tournee 1970 im Anschluss an die Veröffentlichung seines Albums Elton John benötigte John eine Band. Gemeinsam mit Murray und Olsson formte er ein Trio, inspiriert von Gruppen wie Cream und The Jimi Hendrix Experience. Das Live-Album 17-11-70 gibt einen guten Eindruck der damaligen Gruppenpräsenz wieder. Anfangs aus Vertragsgründen nur auf der Bühne, waren Murray und Olsson ab dem Album Honky Château zusammen mit Davey Johnstone auch im Studio die Elton-John-Band.
Während eines Tauchurlaubs 1975 in der Karibik erhielt Murray einen Anruf aus London. Murray erinnerte sich: „It was Elton. I could tell right off that he was embarrassed about something. He said, ‚I’ve decided to change the band. I think you, Nigel and I have gone as far as we can together.‘“ („Es war Elton. Ich merkte sofort, dass ihm irgendetwas peinlich war. Er sagte: ‚Ich habe mich entschieden, die Band auszuwechseln. Ich denke, Du, Nigel und ich sind so weit zusammen gegangen, wie wir konnten.‘“) Damit endete zunächst die erfolgreiche Zusammenarbeit.
In den Jahren danach arbeitete Murray als Studiomusiker unter anderem mit Rick Springfield, Procol Harum und vielen anderen, bis er 1978 Teil der Alice Cooper Live Band wurde.
1980 spielte er erneut mit Elton John vor 500.000 Fans in New Yorks Central Park und anschließend als Tournee- und Studiomusiker. Murray trat mit John erstmals am 21. April 1970 und zuletzt am 18. November 1984 insgesamt 776 Mal gemeinsam auf einer Bühne auf. Nach 1984 zog Murray nach Nashville, Tennessee und arbeitete wieder als Studiomusiker, diesmal mit Schwerpunkt auf der Country-Musik. Als letzte Zusammenarbeit von Murray und John gilt dessen Teilnahme als Begleitsänger für das Album Reg Strikes Back.
In seinen letzten Lebensjahren spielte Murray auf einer Reihe von Nashville Sessions unter anderem für Künstler wie Beth Nielsen Chapman und John Prine.

## Tod
Mitte des Jahres 1991 erhielt Murray zum zweiten Mal innerhalb von acht Jahren eine Hautkrebsdiagnose. Wohl als Folge der Chemotherapie erlitt er einen Schlaganfall und verstarb am 15. Januar 1992.
Zwei Monate später veranstaltete Elton John zwei Benefiz-Konzerte an einem Tag im Grand Ole Opry. Die Einnahmen erhielt zur Unterstützung Dees Familie. Neben anderen Freunden nahmen daran Nigel Olsson und Gus Dudgeon teil. Nigel Olsson spielte mit Elton John 2004 das Album Peachtree Road ein und erklärte bezüglich der Abwesenheit seines Langzeitbandkollegen: „We will never again create anything as wonderful – as inspirational – without Dee’s presence.“ („Wir werden niemals wieder etwas so Wundervolles, so Begeisterndes erschaffen, ohne Dee dabei zu haben.“)